# Pfarrkirche Brunnenthal

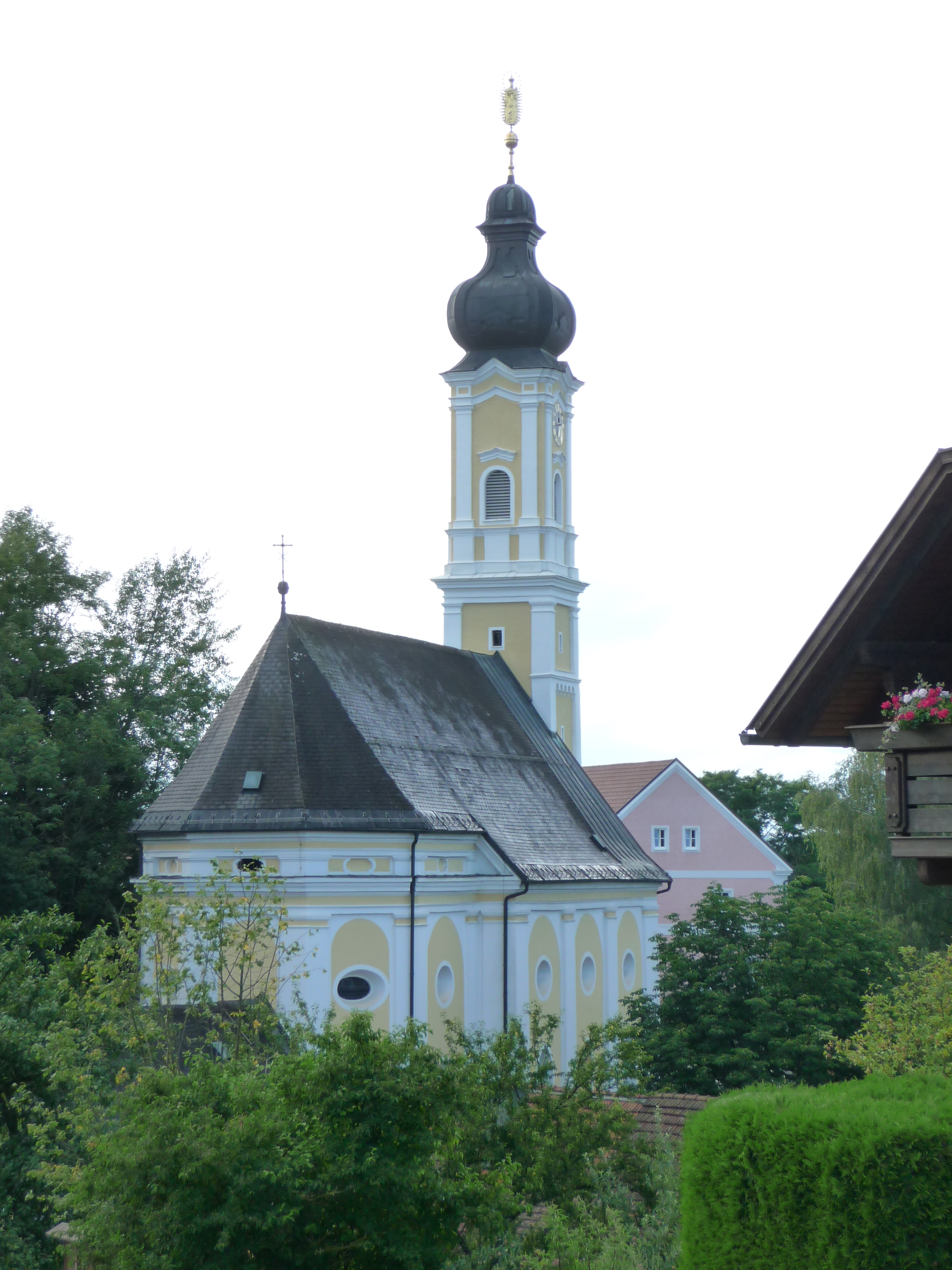
Kath. Pfarrkirche Mariä Heimsuchung in Brunnenthal

Die römisch-katholische Pfarrkirche Brunnenthal mit dem Patrozinium Mariä Heimsuchung steht im Ort Brunnenthal in der Gemeinde Brunnenthal im Bezirk Schärding in Oberösterreich. Seit dem 1. Jänner 2023 gehört Brunnenthal als eine von 12 Pfarrteilgemeinden zur Pfarre Schärding der Diözese Linz. Die Kirche und der Friedhof stehen unter Denkmalschutz. Mit der angebauten Brunnenkapelle ist die Pfarrkirche auch eine Wallfahrtskirche.

## Geschichte
Die ehemalige Kapelle aus 1651 bis 1656 bildet die Sakristei. Die Kirche wurde von 1667 bis 1668 mit dem Baumeister Christoph Zuccalli erbaut. 1735 wurde der Westturm erhöht. Die untere Empore ist aus 1668, die obere Empore aus 1715.

## Architektur

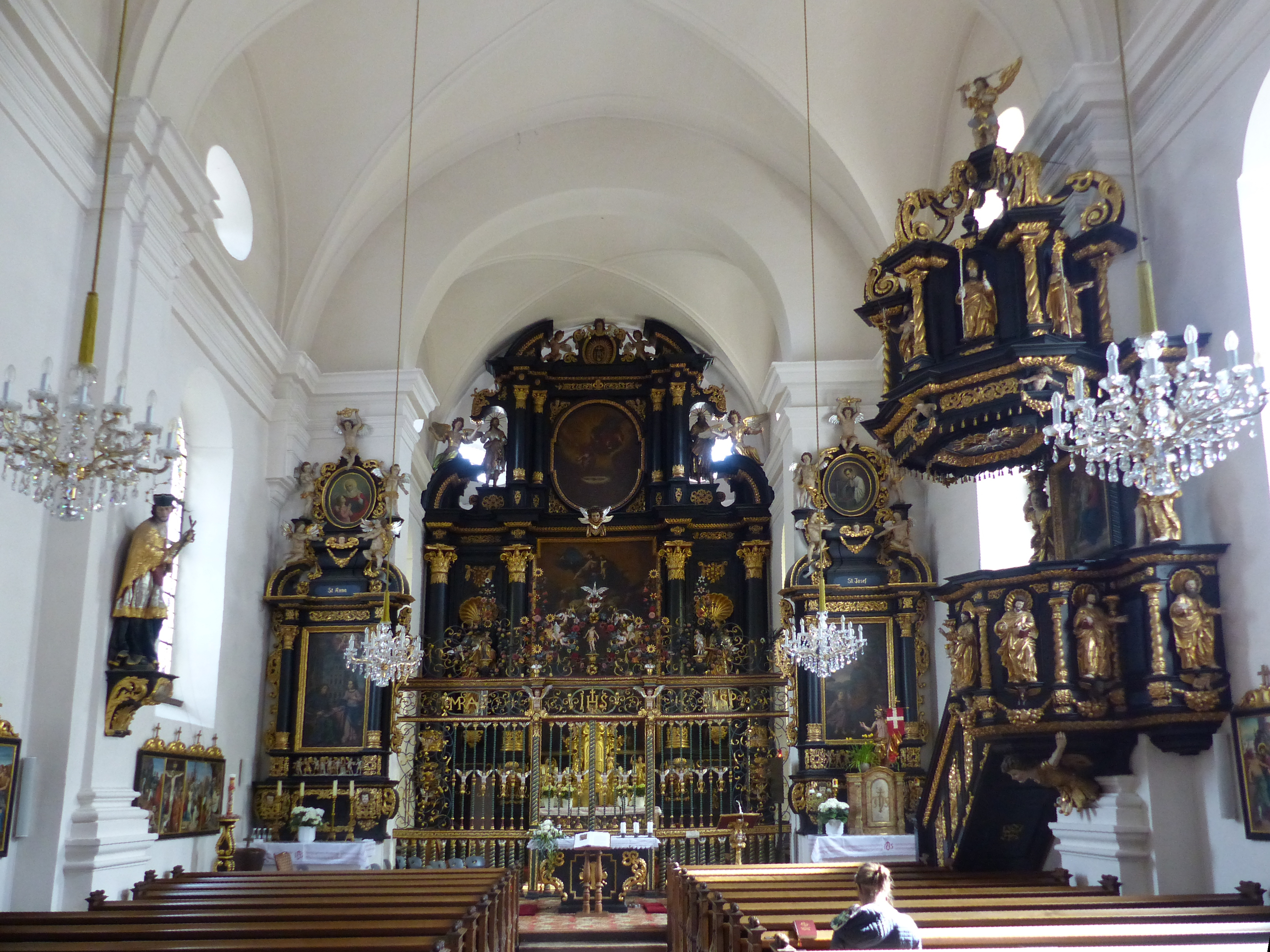
Innenraum der Wallfahrtskirche

An das einschiffige dreijochige Langhaus unter einem Gratgewölbe schließt ein eingezogener einjochiger Chor mit einem Dreiachtelschluss unter einem Gratgewölbe an. Die Sakristei als ehemalige Kapelle hat einen Halbkreisschluss. Die dreiachsige zweistöckige Westempore mit Gemälden Marienleben trägt auch Schnitzwerk von Sebastian Hagenauer und Stefan Tabor. Der schlanke Westturm mit einem Zwiebelhelm trägt in Nischen barocke Statuen.

## Ausstattung
Den Hochaltar aus 1668 bauten Johann Chrysostomus Finck und Jakob Negele. Er trägt Bildwerke von Johann Klain. Das Altarblatt Auffindung der Wunderquelle wurde vom Münchner Hofmaler Karl Pfleger (1912) restauriert.
In der Sakristei ist ein Altärchen um 1662.
Die Orgel baute Leopold Freundt (1715) aus Passau.